# 空间演化博弈
空间演化博弈是一种基于细胞自动机的生物数学博弈模型。这一模型通过利用按照博弈规则进行演化的细胞自动机，来获知个体的背叛怎样在未来影响群体的合作-背叛状况。该模型可用于研究细菌、社会等系统模型。

## 基本模型

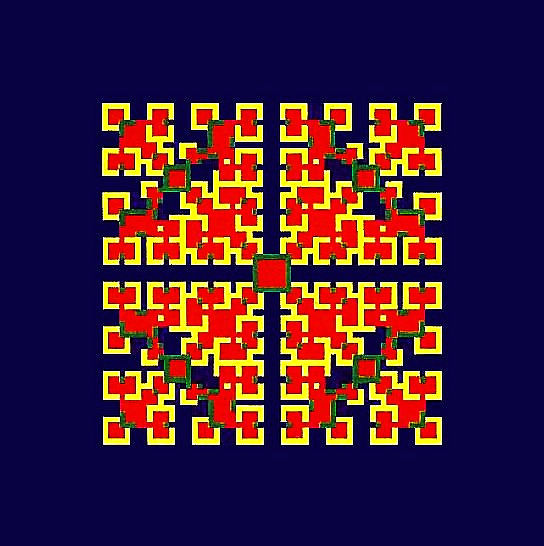
基本模型中，最开始只有中间一个方格不合作，1.8<b<2时，演化30代后的图像，不同颜色分别代表最近两次演化的不同状态排列方式

空间演化博弈的基本模型由马丁·A·诺瓦克和牛津男爵羅伯特·梅伊发表于1992年10月29日的《自然》期刊上，题为「Evolution games and spatial chaos」。
模型基本设定如下：
- 博弈在一个LxL的二维方格阵列上进行；
- 每个格子代表一个个体，每个格子只与自己为中心的九个格子进行博弈；
- 格子遵从一个固定的收益矩阵，并执行同步更新；
- 每个格子按照本次博弈周围九个格子中收益最多的策略（合作或背叛），选取自己下一回合的策略；
- 使用“周期边界”来避免周期效应。

在这样的基本设定下，通过修改相关参数并适当修改条件，可以得到更复杂的数学模型，用以模拟更多的群体行为。
目前这篇论文已经有SCI引用1100多篇。